# Херцог, Анна-Елена
Анна-Елена Херцог (нем. Anna-Elena Herzog) — немецкая актриса, известная своими ролями в телесериалах «Детективы из табакерки» и «Ein Mann steht seine Frau».

## Фильмография
| Год       |   | Русское название       | Оригинальное название     | Роль                  |
| --------- | - | ---------------------- | ------------------------- | --------------------- |
| 1999—2004 | с | Детективы из табакерки | Die Pfefferkörner         | Яна Хольштайн-Котре   |
| 2000      | с |                        | Ein Mann steht seine Frau | Брунхильда Винкельман |